# Drumheller-Stettler
Circonscription électorale provinciale du Canada
Drumheller-Stettler est une circonscription électorale provinciale de l'Alberta (Canada), située dans l'est de la province. Elle comprend les villes de Drumheller et Stettler, et les badlands de l'Alberta. Son député actuel est Nate Horner (en) du Parti conservateur uni.

## Liste des députés
| Années | Années         | Député           | Parti politique           |
| ------ | -------------- | ---------------- | ------------------------- |
|        | 2004 - 2007    | Shirley McLellan | Progressiste-conservateur |
|        | 2007 - 2008    | Jack Hayden      | Progressiste-conservateur |
|        | 2008 - 2012    | Jack Hayden      | Progressiste-conservateur |
|        | 2012 - 2015    | Rick Strankman   | Wildrose                  |
|        | 2015 - 2019    | Rick Strankman   | Wildrose                  |
|        | 2019 - présent | Nate Horner (en) | Parti conservateur uni    |